# Grande Fagne
Pour les articles homonymes, voir Fagne.

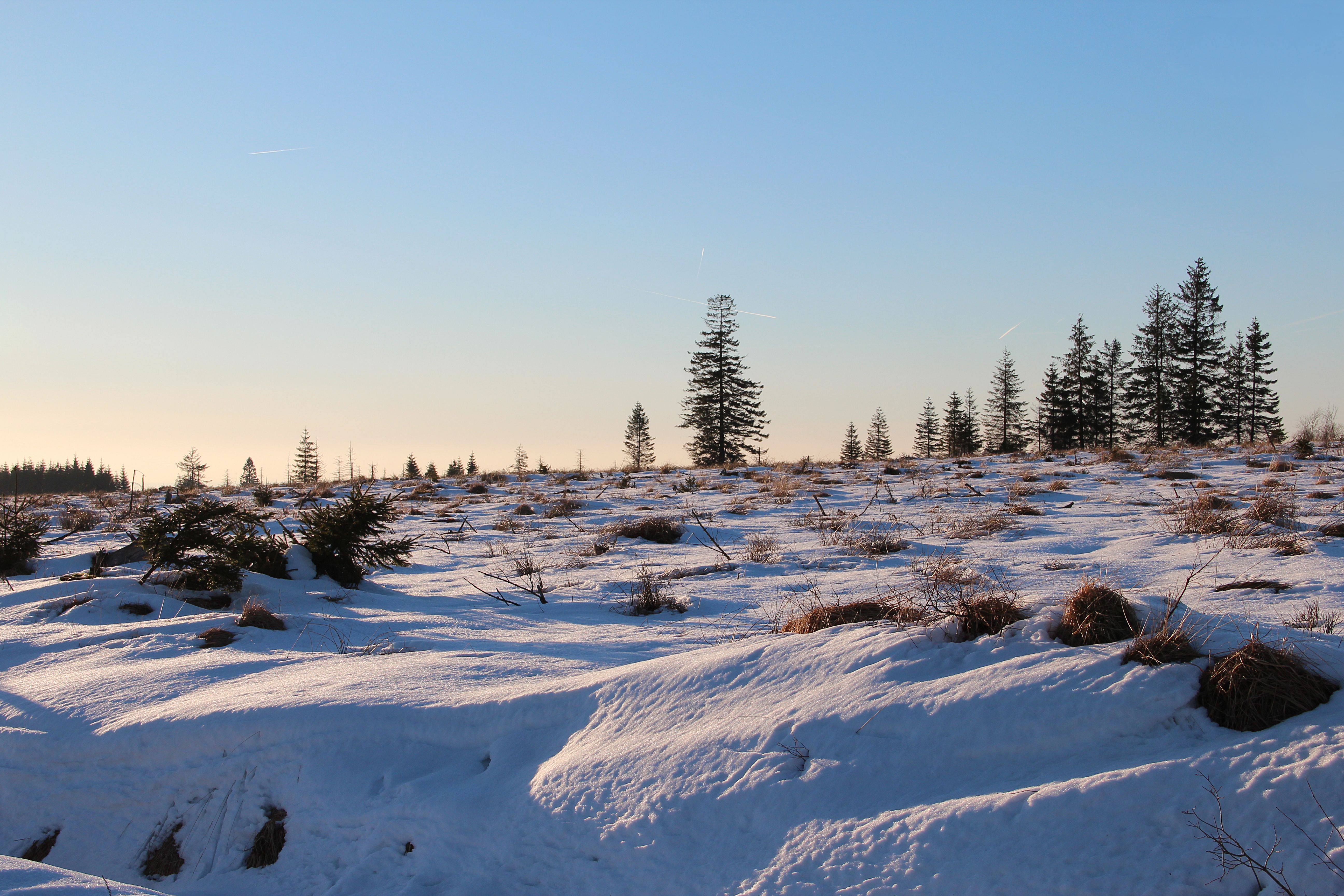
La Grande Fagne en hiver

La Grande Fagne appelée aussi Grande Fange est un haut plateau ardennais essentiellement constitué de landes et de tourbières situé sur le plateau des Hautes Fagnes et faisant principalement partie de la commune de Jalhay en province de Liège (Belgique).

## Situation
La Grande Fagne se situe à l'ouest de la Baraque Michel. Elle est traversée par la route nationale 68 Eupen-Malmedy entre le carrefour de la Belle-Croix et la Baraque Michel et par la route nationale 672 qui mène à Jalhay.  Elle forme avec la fagne des Deux-Séries située à l'est et la fagne wallonne située au sud-est le plus grand espace ouvert de fagne en Belgique.

## Description
La Grande Fagne est reprise comme site de grand intérêt biologique sous le nom de Grande Fange pour la zone sise à l'ouest de la route nationale 68 Eupen-Malmedy. Le lieu-dit Les Tros Brôlis et l'ancien vivier font partie de cette partie. Il convient d'y ajouter la zone hybride (entre prairies et fagnes) des fermes en Fagne, la fagne Leveau et la fagne de Herbofaye. La croix des Fiancés se dresse au sud de la Grande Fagne.
À l'est de cette route nationale 68, la Grande Fagne occupe la partie occidentale de la fagne répertoriée comme site de grand intérêt biologique sous le nom de Fagne des Deux-Séries. La limite entre les communes de Jalhay et Baelen peut être considérée comme la limite entre la Grande Fagne et la fagne des Deux-Séries proprement dite. Le lieu-dit Les Potales fait partie de cette zone orientale de la Grande Fagne.

## Superficie
Dans sa globalité, la Grande Fagne se compose donc des sites de grand intérêt biologique suivants couvrant 995,34 ha :
- La Grande Fange : 381,22 ha,
- Les prairies des fermes en Fagne : 222,68 ha,
- La fagne Leveau : 41,49 ha,
- Herbofaye : 84,47 ha,
- La Fagne des Deux-Séries pour la partie appartenant à Jalhay : 265,48 ha.

Si l'on y ajoute la partie de la Fagne des Deux-Séries appartenant à la commune de Baelen (934,55 ha), la superficie de la Grande Fagne atteint alors 1 929,89 ha soit un peu moins de 20 km2.

## Activités et tourisme
La circulation dans la Grande Fagne est strictement règlementée. La Grande Fagne se trouve en zone C (seulement accessible accompagné d'un guide mandaté).

## Sources
- http://biodiversite.wallonie.be/fr/2997-grande-fange.html?IDD=251661338&highlighttext=2997+&IDC=1881
- "Guide du Plateau des Hautes Fagnes" de R. Collard et V. Bronowski - Édition "Les Amis de la Fagne" 1977